# Radiotelevizija Slovenija
Radiotelevizija Slovenija (RTV SLO; deutsch: Slowenischer Rundfunk) ist die öffentlich-rechtliche Rundfunkanstalt Sloweniens.

## Geschichte
Das erste Radioprogramm Radio Ljubljana wurde erstmals am 28. Oktober 1928 ausgestrahlt, das erste Fernsehprogramm am 28. November 1958. Während der Zugehörigkeit Sloweniens zu Jugoslawien war die slowenische Rundfunkanstalt unter dem Namen Radiotelevizija Ljubljana in das damalige System des Jugoslawischen Rundfunks (Jugoslovenska Radiotelevizija, JRT) integriert (siehe Hörfunk und Fernsehen in Jugoslawien), ähnlich der föderalen Struktur der ARD in Deutschland. Seit der Unabhängigkeit Sloweniens im Jahr 1991 besteht RTV SLO in der heutigen Form. Die Bezeichnung bis 1990 lautete Radio-Televizija Ljubljana. 
Markenzeichen von RTV SLO ist die Skulptur Kleiner Hirte oder Junge mit Flöte von Zdenko Kalin (Bruder von Boris Kalin) aus dem Jahr 1942, die nach dem Zweiten Weltkrieg Symbol für die jugendliche Widerstandskraft des Volkes wurde und vor dem Hauptgebäude von RTV SLO in Ljubljana steht.

## Struktur
Hauptsitz war immer und ist Ljubljana. Daneben gibt es Studios in Maribor und Koper, wobei diese Studios auch Programme bzw. Sendungen für die ungarische bzw. italienische Minderheit in Slowenien in den entsprechenden Sprachen produzieren.
Grundlage der Rundfunkanstalt ist das Gesetz über Radio und Fernsehen in Slowenien. Artikel 17 bestimmt die Zusammenstellung des Programmbeirats. Dieser besteht aus 29 Mitgliedern. Folgende Zusammensetzung besteht:
- 1 Mitglied aus der ungarischen Minderheit Sloweniens
- 1 Mitglied aus der italienischen Minderheit Sloweniens
- 1 Mitglied aus der Slowenischen Akademie der Wissenschaften und Künste
- 3 Mitglieder aus den Mitarbeitern des Medienunternehmens
- 2 Mitglieder werden vom slowenischen Präsidenten im Auftrag der religiösen Gruppen entsandt
- 5 Mitglieder durch die im slowenischen Parlament vertretenen Parteien
- 16 Mitglieder werden von Parlament bestimmt, die zivilgesellschaftliche Gruppen (künstlerische, journalistische, wissenschaftliche Organisationen) repräsentieren[2]

RTV SLO finanziert sich aus Rundfunkgebühren, Werbeeinnahmen und dem Verkauf von Dienstleistungen und Programmen.

## Programme

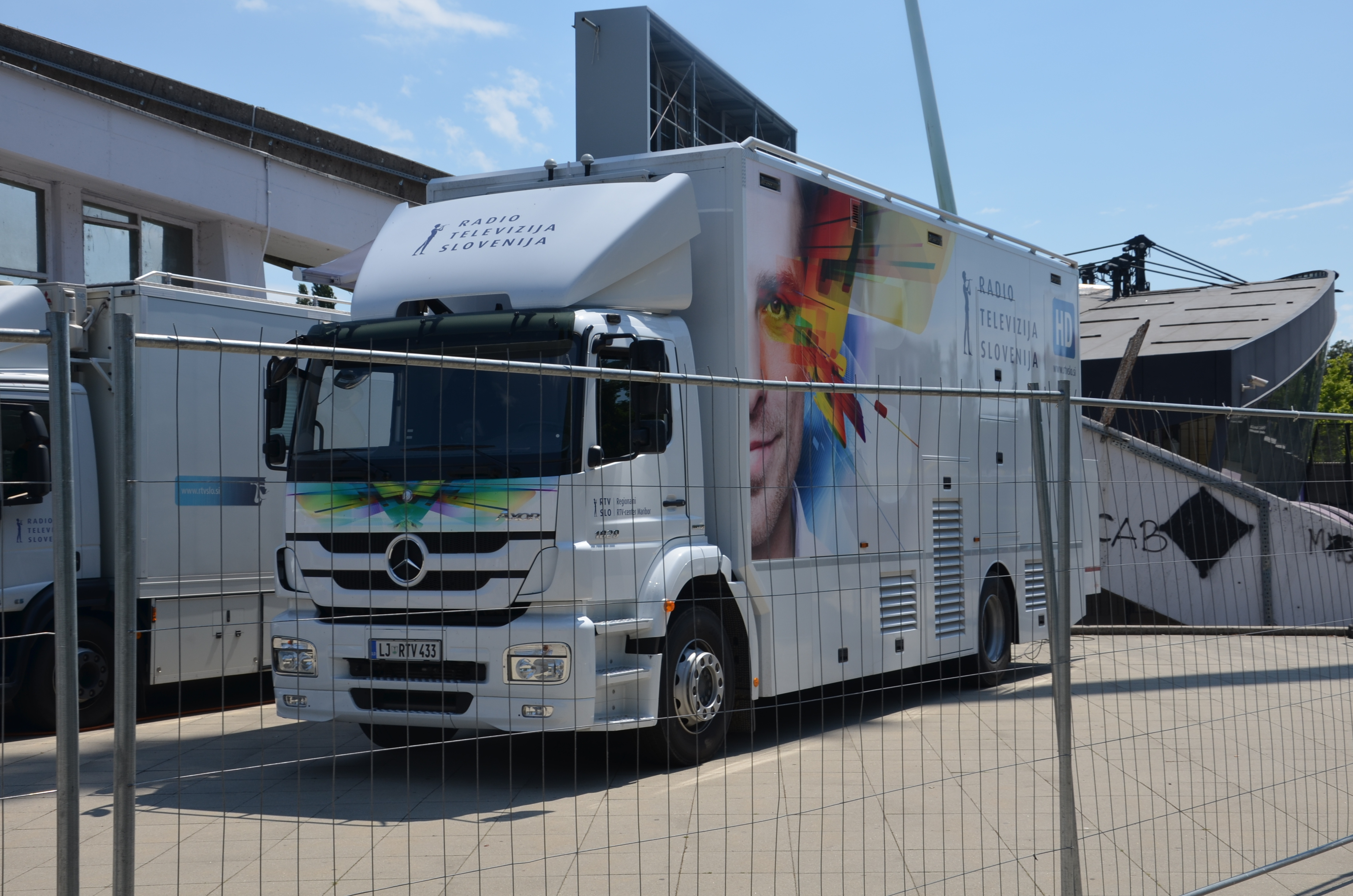
Übertragungswagen des RTV Slovenija

### Hörfunkprogramme
Die drei landesweiten rein slowenischsprachigen Hörfunkprogramme sind:
- Prvi (dt. ‚Erstes‘), ehemals Radio Slovenija 1 (SLO 1) – Nachrichten, Information, Politik, Wirtschaft, Gesellschaft (seit 1928)
- VAL202 (dt. ‚Welle 202‘) – Freizeit, Service, Verkehr, Sport, Unterhaltung (seit 1951, Name seit 1972)
- ARS – Kultur, Wissenschaft (seit 1969)

Slowenischsprachige Hörfunkprogramme der regionalen Zentren in Koper und Maribor sind:
- Radio Koper
- Radio Maribor

Programme für die italienische und die ungarische Minderheit sind:
- Radio Capodistria aus Koper
- MMR (Muravidéki Magyar Rádió) aus Lendava

Zusätzlich besteht seit 2001 das Radioprogramm Radio SI (SI als Abkürzung für „Slovenia International“). Dieses Programm wird in Maribor produziert und ist in ganz Slowenien zu empfangen. Es richtet sich in erster Linie an Ausländer, die sich in Slowenien aufhalten. Entsprechend gibt es Nachrichtensendungen, Servicesendungen für Urlauber u. Ä. auf Deutsch und Englisch, aber beispielsweise auch deutschsprachige Verkehrsnachrichten vom ÖAMTC in Graz, die sich auf den gesamten Alpen-Adria-Raum beziehen.

### Fernsehprogramme
RTS SLO produziert zwei nationale TV-Programme, zwei regionale TV-Programme und je einen Kanal für die italienische und ungarische Community in Slowenien. 
- TV SLO 1
- TV SLO 2
- TV SLO 3, Anfang 2008 mit der Digitalisierung eingeführter Parlamentskanal (parlamentarni program)

Zusätzlich gibt es die regionalen Fernsehprogramme 
- Tele M aus Maribor ist teilweise ungarischsprachig, Regionalprogramm für Untersteiermark und im Übermurgebiet
- TV Koper-Capodistria, teilweise italienisch

Seit dem Umstieg auf DVB-T haben sich deren Sendegebiete aber stark vergrößert.
Das Fernsehprogramm TV SLO 1 und auch TV Maribor wiederholen montags die vom ORF-Landesstudio Kärnten produzierte Sendung Dober dan, Koroška, die sich an die slowenischsprachige Minderheit in Kärnten richtet und dort sonntags auf ORF 2 Kärnten ausgestrahlt wird.

### Online
RTV betreibt eine eigene Online-Redaktion. Inhalte von RTV SLO und den Radioprogrammen stehen in einer Mediathek (Mediateka) zur Verfügung. Alle produzierten Programme werden auch live gestreamt.

## Verbreitungswege

### Fernsehen
In Slowenien wird terrestrisches Fernsehen seit 2011 ausschließlich digital ausgestrahlt. Hier kommt das DVB-T-Verfahren zur Anwendung, wobei jedoch der MPEG-4-Standard verwendet wird, während in den Nachbarländern Österreich, Kroatien und Italien der MPEG-2-Standard zur Anwendung kommt. In diesen Nachbarländern kann daher mit Endgeräten, die nur den dort üblichen MPEG-2-Standard verarbeiten können, das digitale slowenische Fernsehen nicht empfangen werden. Seit November 2013 senden TV Slovenija 1 und 2 im ersten landesweiten Multiplex (Mux A) terrestrisch zusätzlich auch in HDTV.
In ganz Europa sind die drei landesweiten Programme von RTV SLO seit Oktober 2013 über den Eutelsat-Satelliten auf 16,0° Ost, Frequenz 10,721 GHz, horizontale Polarisation, zu empfangen. Sendungen, für die RTV SLO die Senderechte nur für Slowenien erworben hat (z. B. bei Spielfilmen oder Sportübertragungen) werden über Satellit verschlüsselt ausgestrahlt. Die Entschlüsselungskarte kann von jedem Bürger Sloweniens und von Angehörigen slowenischsprachiger Minderheiten in den umliegenden Nachbarländern erworben werden. Solche Sendungen sind dann auch nicht über das Internet zugänglich. 
Das erste Fernseh- und Radioprogramm wird in Österreich in den Bundesländern Steiermark und Kärnten auch in viele Kabelnetze (z. B. UPC Telekabel in Graz und Klagenfurt) eingespeist. In Friaul sind vielfach die italienischsprachigen Programme von TV Koper-Capodistria verfügbar.

### Hörfunk
Die Radioprogramme von RTV werden landesweit über ein analoges UKW-Netz ausgestrahlt. 
Bis zum 4. September 2017 sendete RTV sein Rundfunkprogramm SLO 1 auch über die Mittelwellenfrequenz 918 kHz. Die Europaweit empfangbaren Sendungen wurden aus Kostengründen eingestellt. Radio Koper wird jedoch weiterhin neben mehreren UKW-Frequenzen und Satellit (Hotbird) auch auf der Mittelwellen-Frequenz 1170 kHz ausgestrahlt.